# 海伦切尼

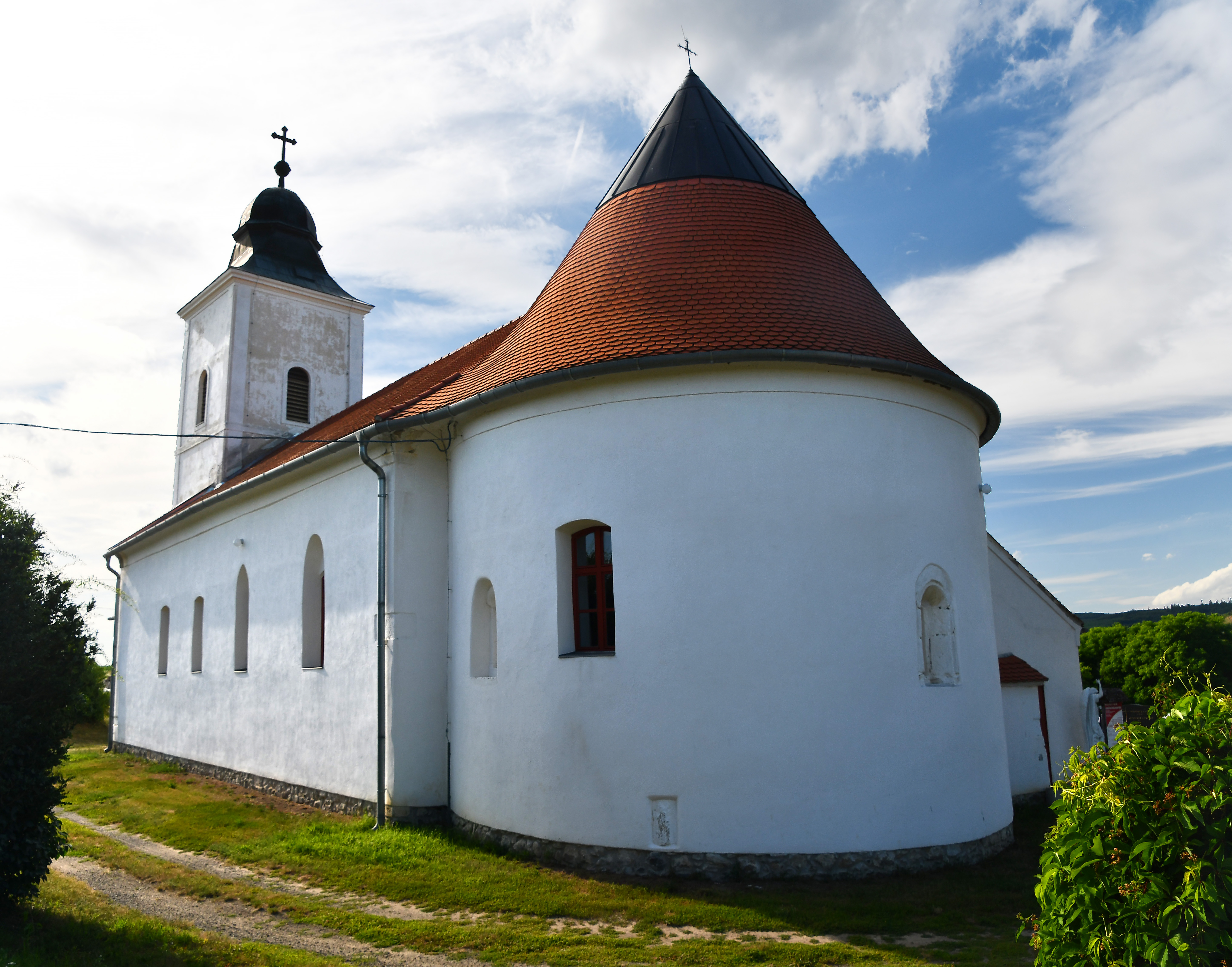

海伦切尼，是匈牙利诺格拉德州所辖的一个村。总面积33.18平方公里，总人口640，人口密度19.3人/平方公里（2011年1月1日）。